# Pasieki (stacja kolejowa)
Pasieki – stacja kolejowa Polskich Kolei Państwowych obsługiwana przez Koleje Mazowieckie. Stacja znajduje się we wsi Pasieki, w gminie Goworowo, w powiecie ostrołęckim.

## Ruch pasażerski
| Rok  | Wymiana pasażerska na dobę |
| ---- | -------------------------- |
| 2017 | 20-49                      |
| 2022 | 50-99                      |

Do stacji kolejowej należy drewniany budynek, przeznaczony obecnie na cele mieszkalne. Stacja posiada dwie nastawnie – dysponującą oraz wykonawczą. Stacja zaopatrzona jest w semafory świetlne blokady półsamoczynnej oraz megafon. 